# Senegalesische Botschaft in Berlin

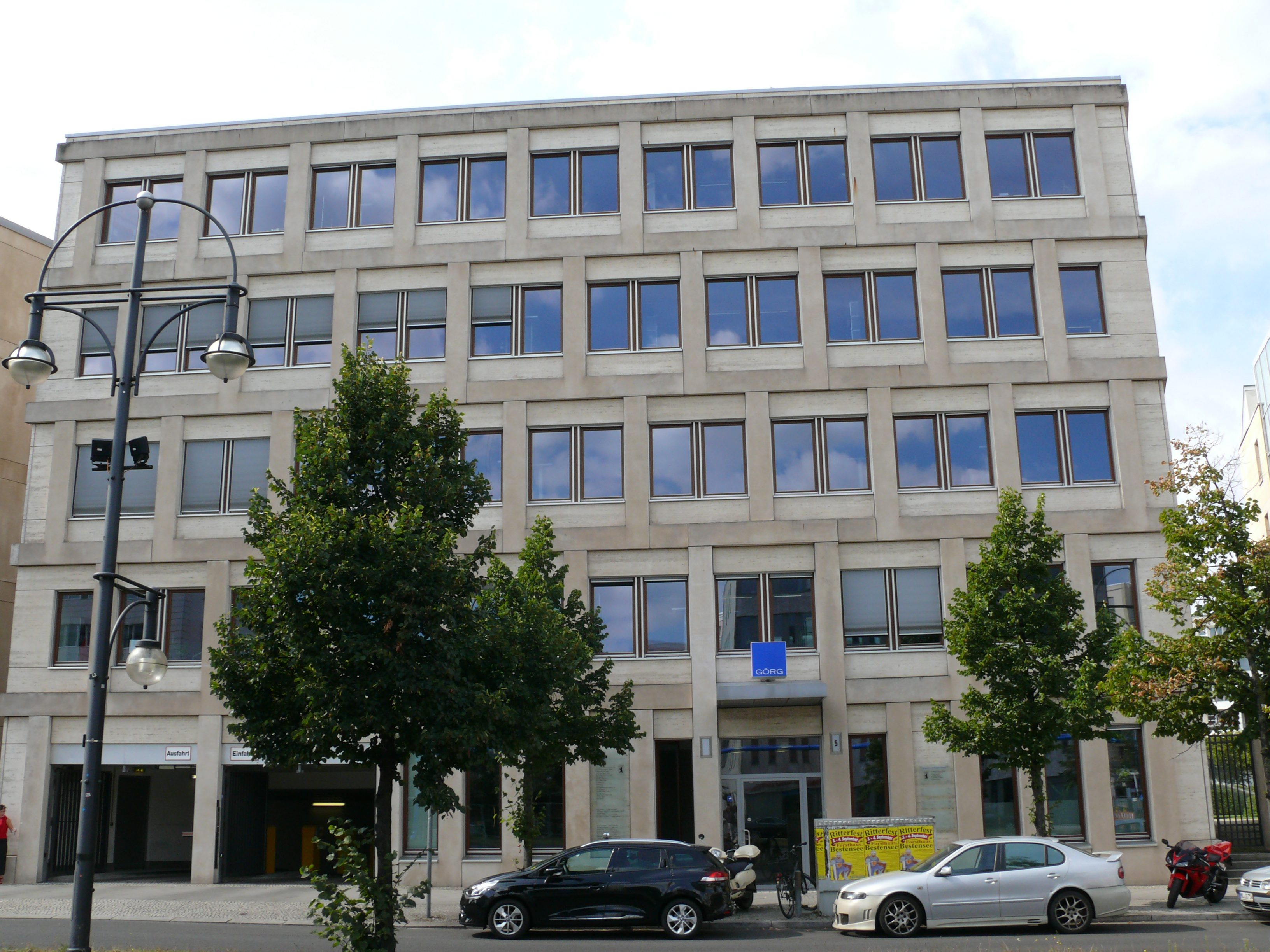
Botschaftsgebäude Klingelhöferstraße 5

Die senegalesische Botschaft in Berlin ist die diplomatische Vertretung des Senegal in Deutschland. Sie befindet sich in der Klingelhöferstraße 5 im Berliner Ortsteil Tiergarten des Bezirks Mitte.

## Botschaftsgebäude
Die Botschaft residiert im Tiergarten-Dreieck in der ersten Etage eines Büro- und Geschäftshauses, das im Jahr 2000 fertiggestellt wurde. Es handelt sich um einen fünfgeschossigen Solitär mit einer überbauten Fläche von 690 m² auf einem 1086 m² großen Grundstück. Die Straßenfront des Hauses schließt bündig mit der Grundstücksgrenze ab.

## Geschichte
Noch im Jahr der Erlangung der Unabhängigkeit nahmen Senegal und die Bundesrepublik Deutschland am 23. September 1960 diplomatische Beziehungen auf; Beziehungen zur DDR folgten am 22. August 1973. Es gab in Bonn Botschaften in der Raiffeisenstraße 1 und ab 1974 in Bad Godesberg in der Stirzenhofstraße 21. Nach dem Umzug der Bundesregierung nach Berlin zog auch die senegalesische Botschaft dorthin um, zunächst in das Haus Berlin-Kreuzberg, Dessauer Straße 28–29.

## Botschafter
- Djibril Diaw, von 1961 bis 1963[5]
- Babacar Gaye, seit Januar 2004
- Momar Gueye, seit 8. November 2016
- Cheikh Tidiane Sall, seit 28. August 2018[6]
- Moustapha Ndour, seit 18. Juli 2025[7]